# Ernesto David Rojas
Ernesto David Rojas (San Salvador de Jujuy, Jujuy, 21 de marzo de 1946 - La Plata, Buenos Aires, 18 de marzo de 1976) fue un futbolista argentino que se desempeñaba como delantero.

## Trayectoria

### Gimnasia de Jujuy
Rojas se formó y debutó en Gimnasia de Jujuy, en el año 1968. En 1969 se coronó campeón de la Liga Jujuña y obtuvo la clasificación al Nacional 1970. Estuvo presente en el debut del club en la Primera División Argentina.

### Central Norte
En 1971 se mudó a San Miguel de Tucumán, para estudiar abogacía en la Universidad Nacional de Tucumán y para continuar su carrera futbolística. Su primer club fue Central Norte, donde tuvo un gran rendimiento en su primer año.

### Atlético Tucumán
En 1972 dio un salto en su carrera cuando se unió a Atlético Tucumán. En su primer año vistiendo la camiseta del decano se coronó campeón de la Liga Tucumana y obtuvo la clasificación al Nacional 1973. Aunque su primera temporada fue muy buena las lesiones lo alejaron de la cancha y no pudo disputar muchos partidos en 1973.

### All Boys
En 1974 llegó a All Boys, donde buscó volver a su nivel demostrado en años anteriores. Sin embargo las lesiones no le permitieron lograrlo y tuvo que poner su carrera en suspenso.

## Clubes
| Club              | País      |
| ----------------- | --------- |
| Gimnasia de Jujuy | Argentina |
| Central Norte     | Argentina |
| Atlético Tucumán  | Argentina |
| All Boys          | Argentina |

## Palmarés
| Título        | Equipo            | País      | Año  |
| ------------- | ----------------- | --------- | ---- |
| Liga Jujeña   | Gimnasia de Jujuy | Argentina | 1969 |
| Liga Tucumana | Atlético Tucumán  | Argentina | 1972 |
| Liga Tucumana | Atlético Tucumán  | Argentina | 1973 |